# AMD Am486

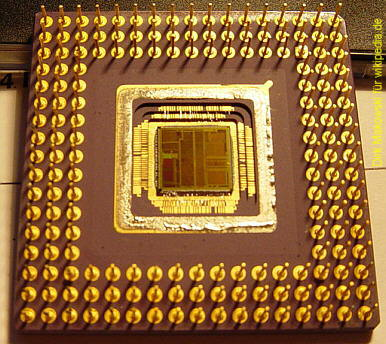
Blick in einen geöffneten AMD Am486DX2 mit 66 MHz, der CPU-Kern (Die) ist sichtbar

Die Am486-Prozessorfamilie ist AMDs Pendant zur i486-Prozessorfamilie aus dem Hause Intel. Wie alle Mikroprozessoren dieses Typs gehören sie zur Familie der x86-Prozessoren mit i386-kompatibler 32-Bit-Architektur.

## Geschichte
Anfang der 1990er Jahre bestanden (noch) weitreichende Abkommen zwischen Intel und AMD zum Austausch von Technologie. Daher unterscheiden sich die 486er-CPUs beider Familien zunächst nur unwesentlich. Der Microcode der frühen AMD-Varianten entsprach noch dem der Intel-Vorbilder, weshalb 486-CPUs von Intel und AMD zu dieser Zeit keine in der Praxis relevanten Unterschiede aufwiesen.
Den aufgrund technischer Veränderungen an CPU-Kern und Bus-Interface modifizierten Microcode des Intel DX4 – häufig auch i486DX4 genannt, obwohl Intel ihn nie so bezeichnet hat – durfte AMD aber nicht übernehmen, weshalb der Am486DX4 von AMD in Eigenregie aus dem Am486DX2 weiterentwickelt wurde. Die Leistungen des Am486DX4 blieben aber zunächst hinter denen des DX4 von Intel zurück, der mit größeren L1-Caches, einer verbesserten Multiplikations-Einheit und später auch mit einem verbesserten L2-Cache-Controller ausgestattet war.
AMD hat den Am486DX4 später noch zum Enhanced Am486DX4 und zum Am5x86 weiterentwickelt. Beides sind schnelle 486-CPUs, bei denen AMD einige technische Verbesserungen nachholte, die Intel bereits beim ersten Intel DX4 vorgenommen hatte. So war beispielsweise der Am5x86-PR75 mit seinem Kern-Takt von 133 MHz einem Pentium 75 durchaus ebenbürtig, wie es der Namensbestandteil „PR75“ (das „PR“ steht für Pentium-Rating) bereits anzudeuten versucht.

## Modelldaten Am486

### Am486DX
Vergleichbar mit dem Intel i486DX
Technische Daten
- L1-Cache: 8 kB

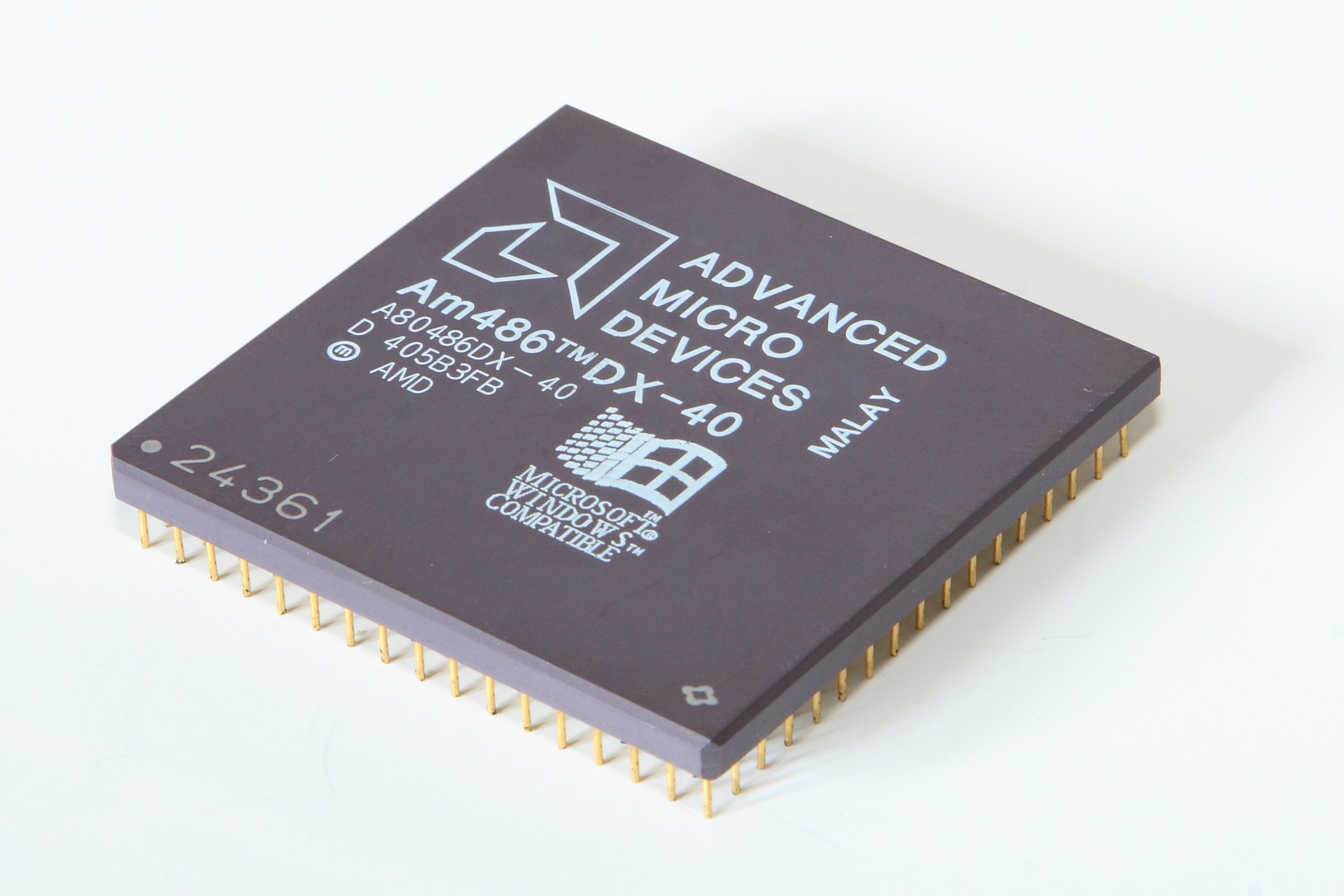
Am486DX-40

- L2-Cache: abhängig vom verwendeten Mainboard bzw. Chipsatz
- Sockel 3 mit einem FSB von 25, 33 oder 40 MHz
- Betriebsspannung (VCore): 5 V
- Erscheinungsdatum: 1993
- Fertigungstechnik: 0,7 µm
- Die-Größe: ? mm² bei ? Millionen Transistoren
- Taktraten: 25, 33 und 40 MHz

### Am486DE2

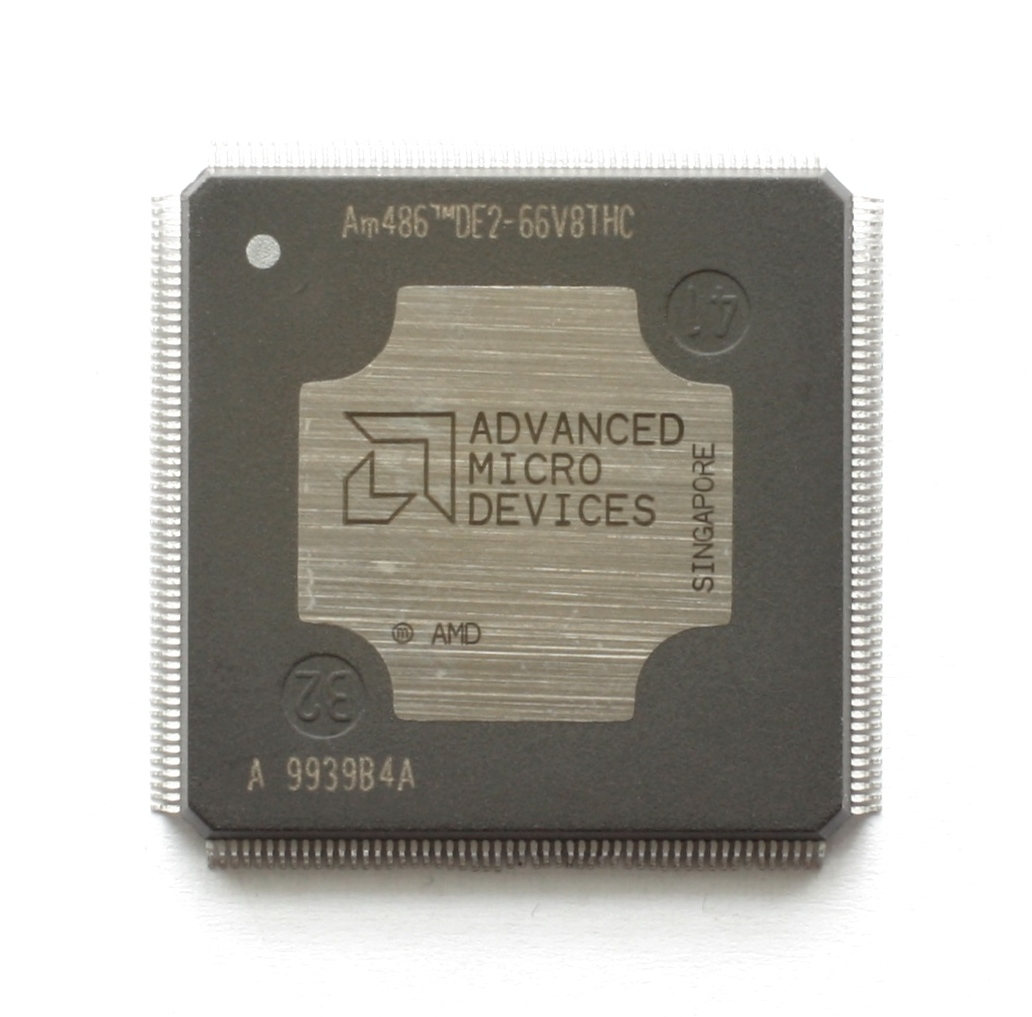
Am486DE2-66

CPU für Embedded-Anwendungen mit Taktverdopplung.
Technische Daten
- L1-Cache: 8 kB (Write Through)
- Betriebsspannung: 3,3V VCore und 5V I/O
- Fertigungstechnik: ?
- Powermanagement, two-pin System Management Interrupt (SMI)
- Taktraten: 66 MHz
- Gehäuse: 208-Lead SQFP oder 168-Pin PGA

### Am486SX
Entspricht dem Am486DX jedoch ohne integriertem Koprozessor. Vergleichbar mit dem Intel i486SX
Technische Daten
- L1-Cache: 8 kB
- L2-Cache: abhängig vom verwendeten Mainboard bzw. Chipsatz
- Sockel 3 mit einem FSB von 25, 33 oder 40 MHz
- Betriebsspannung (VCore): 5 V
- Erscheinungsdatum:
- Fertigungstechnik: 0,7 µm
- Die-Größe: ? mm² bei ? Millionen Transistoren
- Taktraten: 33 und 40 MHz

### Am486DX2

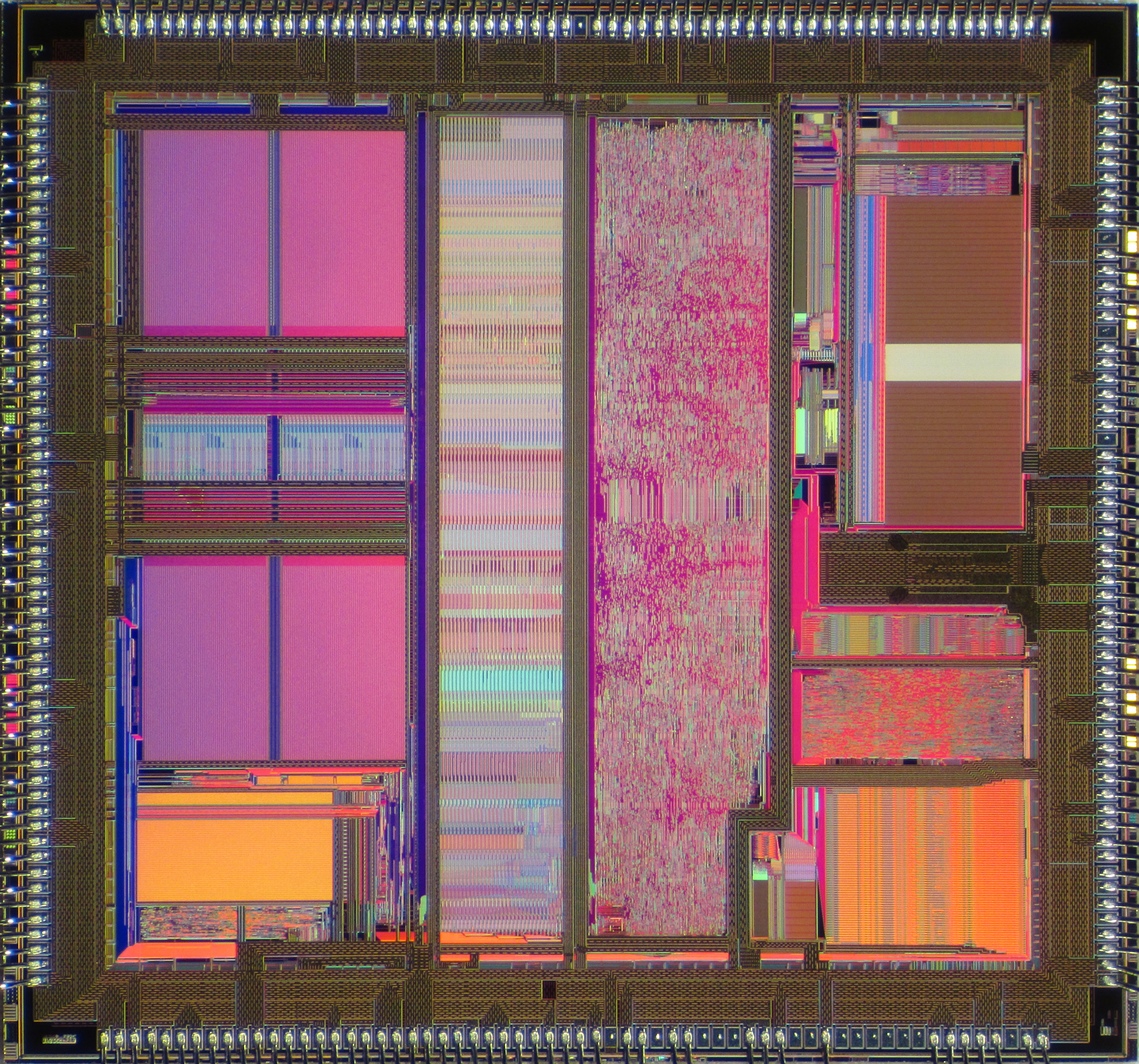
Die eines AMD 80486DX2-80

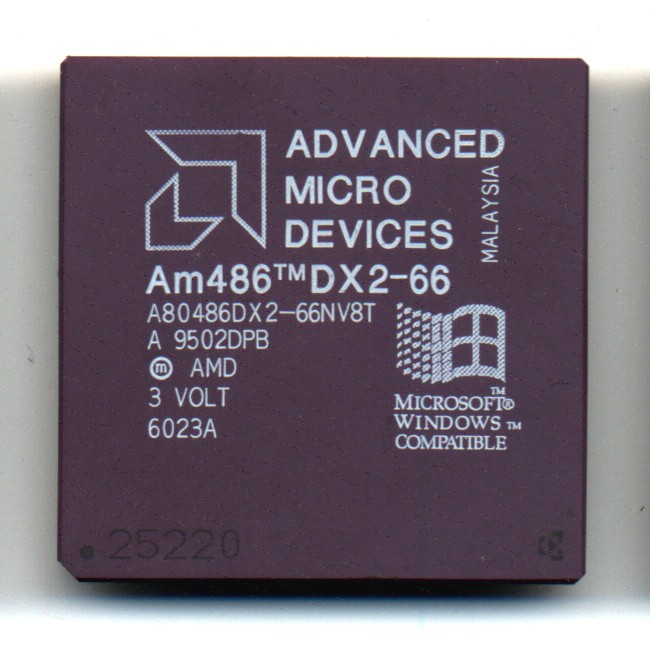
Am486DX2-66, 0,5-µm-Version

Entspricht dem Am486DX, jedoch mit interner Taktverdoppelung. Vergleichbar mit dem i486DX2
Technische Daten
- L1-Cache: 8 kB
- L2-Cache: abhängig vom verwendeten Mainboard bzw. Chipsatz
- Sockel 3 mit einem FSB von 25, 33 oder 40 MHz
- Betriebsspannung (VCore): 5 V (0,7 µm), später 3,3 V (0,5 µm)
- Erscheinungsdatum:
- Fertigungstechnik: 0,7 µm, später 0,5 µm
- Die-Größe: ? mm² bei ? Millionen Transistoren
- Taktraten: 50 MHz (nur 0,7-µm-Version), 66 und 80 MHz

### Am486SX2

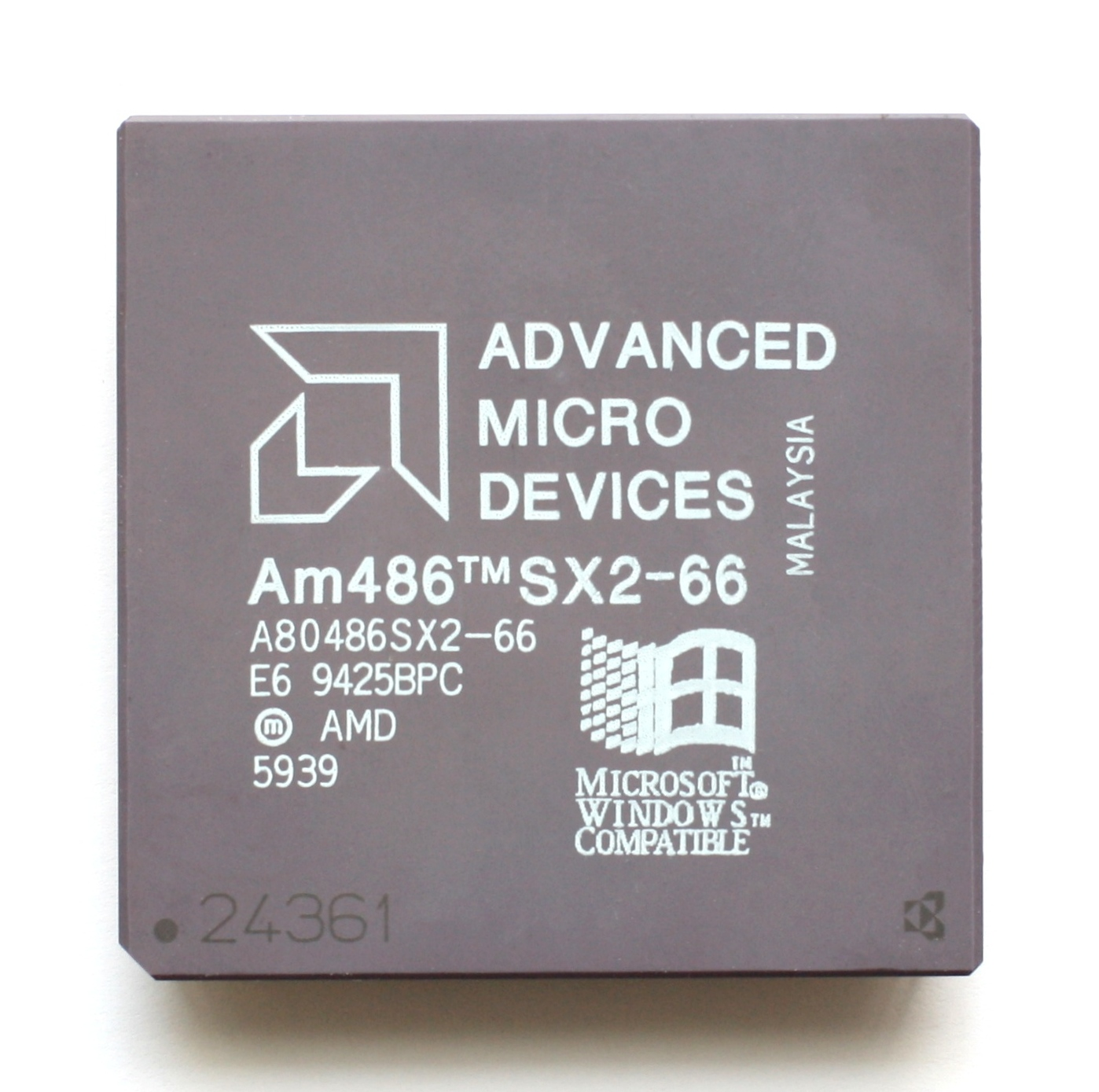
AMD Am486SX2-66

Entspricht dem Am486SX, jedoch mit interner Taktverdoppelung. Vergleichbar mit dem Intel i486SX2
Technische Daten
- L1-Cache: 8 kB
- L2-Cache: abhängig vom verwendeten Mainboard bzw. Chipsatz
- Sockel 3 mit einem FSB von 25 oder 33 MHz
- Betriebsspannung (VCore): 5 V
- Erscheinungsdatum:
- Fertigungstechnik: 0,7 µm
- Die-Größe: ? mm² bei ? Millionen Transistoren
- Taktraten: 50 und 66 MHz

### Am486DX4

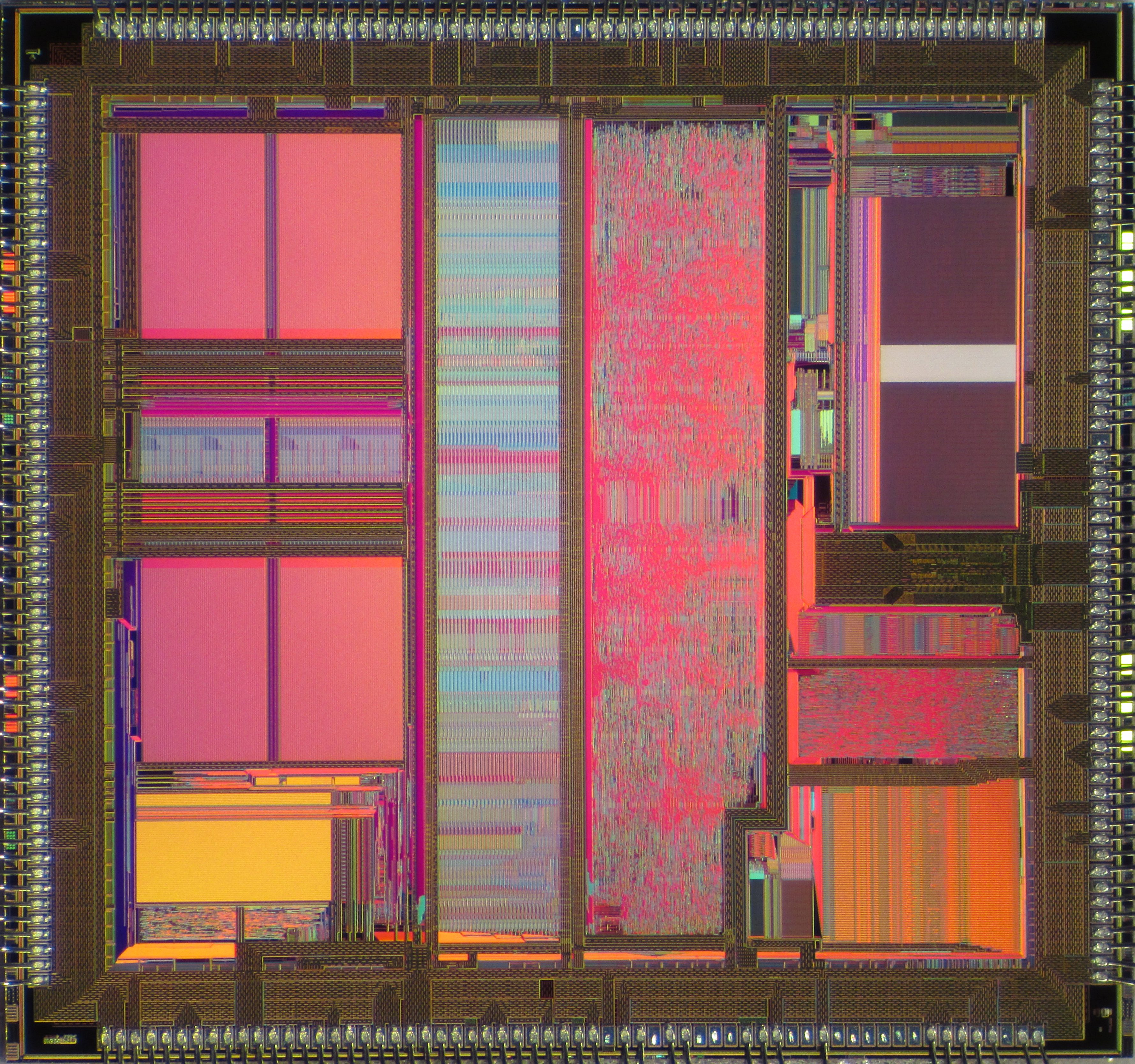
Die AMD 80486DX4-100

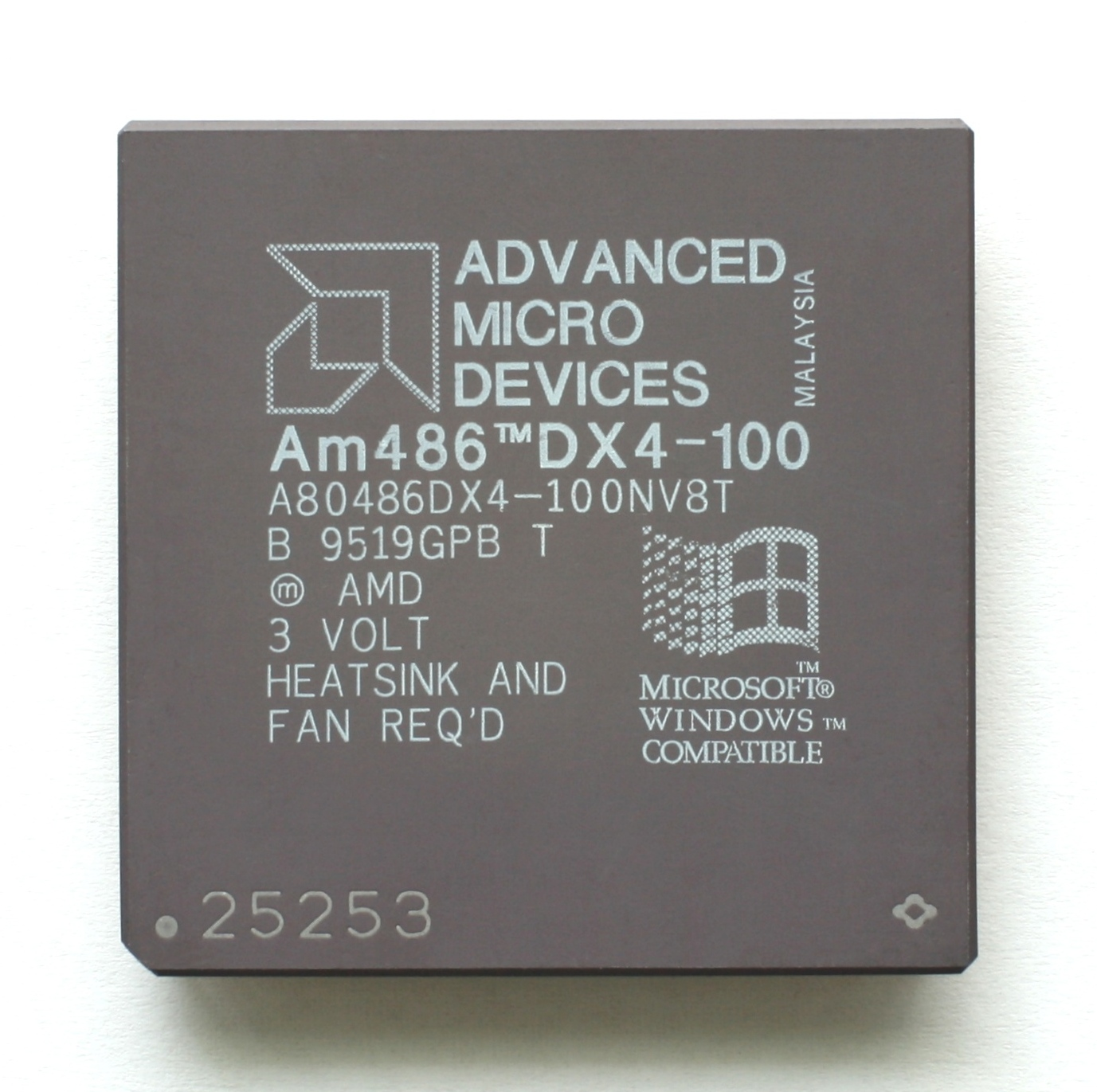
Am486DX4-100

Entspricht dem Am486DX, jedoch mit interner Taktverdreifachung. Vergleichbar mit dem Intel DX4, jedoch nur mit 8 kB statt 16 kB L1-Cache.
Technische Daten
- L1-Cache: 8 kB
- L2-Cache: abhängig vom verwendeten Mainboard bzw. Chipsatz
- Sockel 3 mit einem FSB von 25, 33 oder 40 MHz
- Betriebsspannung (VCore): 3,3 V
- Erscheinungsdatum:
- Fertigungstechnik: 0,5 µm
- Die-Größe: ? mm² bei ? Millionen Transistoren
- Taktraten: 75, 90 (OEM), 100 und 120 MHz

## Modelldaten Enhanced Am486
Der Enhanced Am486 unterstützt erweiterte Stromsparmodi und das Write-Back-Verfahren beim L1-Cache. Anfangs gab es ihn nur mit 8 kB, später auch mit 16 kB L1-Cache.

### Enhanced Am486DX2

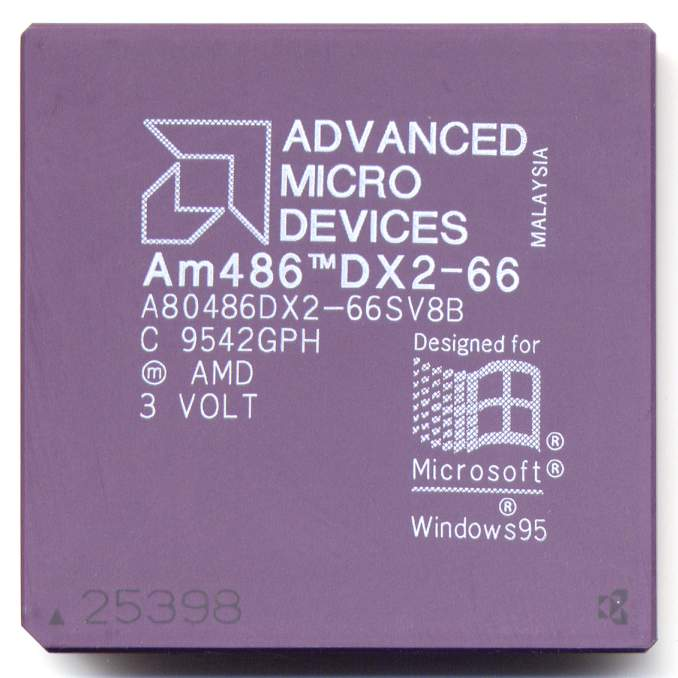
Enhanced Am486DX2-66 mit 8 kB L1-Cache

Verbesserte Variante des Am486DX2: anfangs 8, später auch 16 kB Write-Back-L1-Cache
Technische Daten
- L1-Cache: 8 oder 16 kB
- L2-Cache: abhängig vom verwendeten Mainboard bzw. Chipsatz
- Sockel 3 mit einem FSB von 25, 33 oder 40 MHz
- Betriebsspannung (VCore): 3,30 oder 3,45 V
- Erscheinungsdatum:
- Fertigungstechnik: 0,50 µm (8 kB L1-Cache); 0,35 µm (16 kB L1-Cache)
- Die-Größe: ? mm² bei ? Millionen Transistoren
- Taktraten:
  - 8 kB L1-Cache: 66 und 80 MHz
  - 16 kB L1-Cache: 66 MHz

### Enhanced Am486DX4

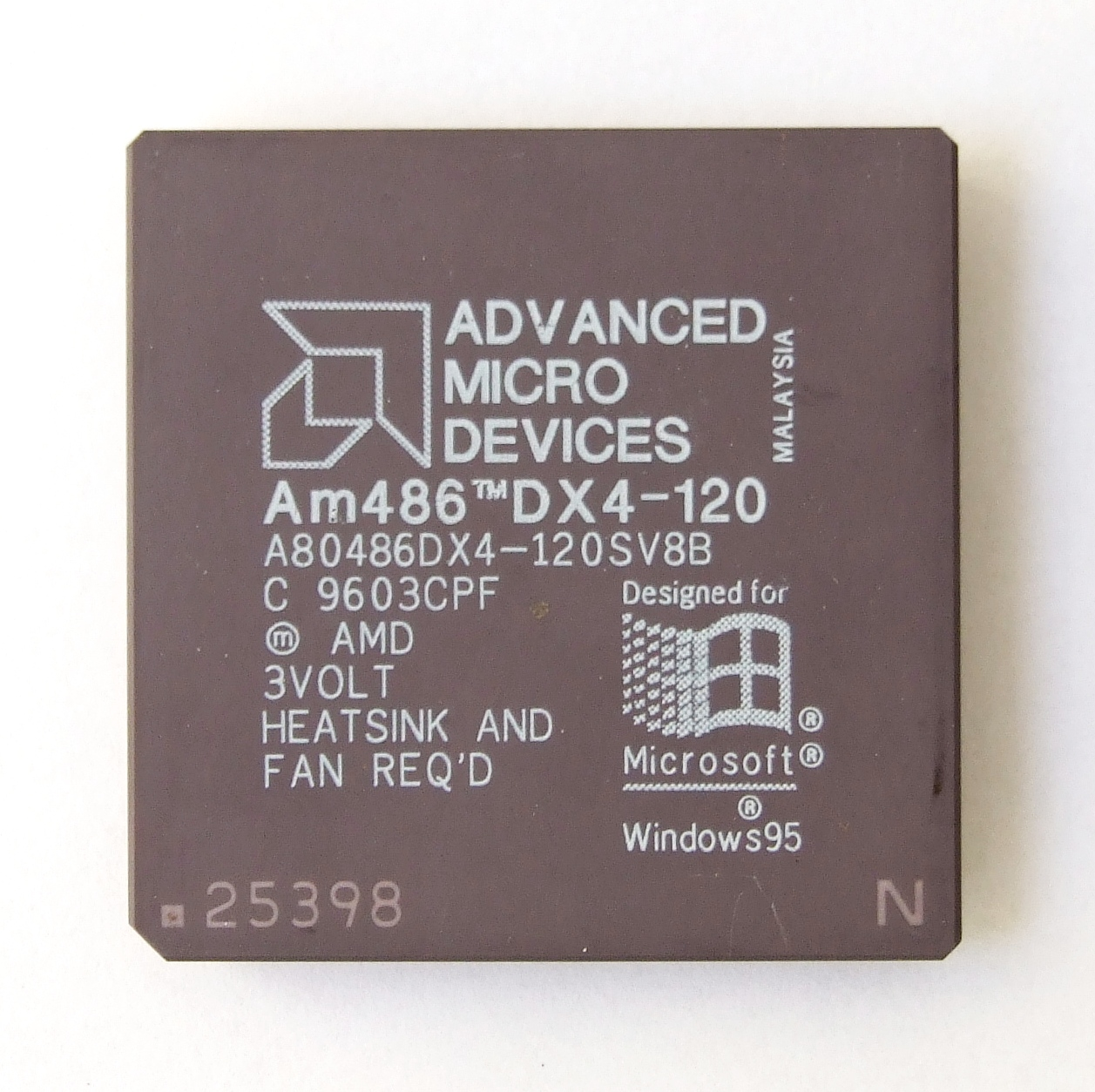
Enhanced Am486DX4-120 mit 8 kB L1-Cache

Verbesserte Variante des Am486DX4: anfangs 8, später auch 16 kB Write-Back-L1-Cache
Technische Daten
- L1-Cache: 8 oder 16 kB
- L2-Cache: abhängig vom verwendeten Mainboard bzw. Chipsatz
- Sockel 3 mit einem FSB von 25, 33 oder 40 MHz
- Betriebsspannung (VCore): 3,30 oder 3,45 V
- Erscheinungsdatum:
- Fertigungstechnik: 0,50 µm (8 kB L1-Cache); 0,35 µm (16 kB L1-Cache)
- Die-Größe: ? mm² bei ? Millionen Transistoren
- Taktraten:
  - 8 kB L1-Cache: 75, 100 und 120 MHz
  - 16 kB L1-Cache: 100 und 120 MHz

## Am5x86 (X5)
Basiert auf dem Enhanced Am486DX4 mit 16 kB L1-Cache. Wegen der hohen Taktfrequenz, der internen Taktvervierfachung und aus Marketing-Gründen wurde er aber als 5x86 verkauft. Siehe Am5x86 für technische Details etc.